# Ryo Kobayashi
Ryo Kobayashi (小林 亮, Kobayashi Ryo) est un footballeur japonais né le 12 septembre 1982 à Saitama. Il évolue au poste de défenseur.

## Biographie
Ryo Kobayashi commence sa carrière professionnelle au Kashiwa Reysol. En 2008, il est transféré à l'Oita Trinita, club avec lequel il remporte la Coupe de la Ligue.
En 2009, il rejoint les rangs du Montedio Yamagata.

## Palmarès
- Vainqueur de la Coupe de la Ligue japonaise en 2008 avec l'Oita Trinita